# قطان
قطان هي قرية في مقاطعة مراغة، إيران. عدد سكان هذه القرية هو 53 في سنة 2006.